# Anykh
Anykh (ryska: Аных) är en ort i Azerbajdzjan.   Den ligger i distriktet Qusar Rayonu, i den nordöstra delen av landet, 170 kilometer nordväst om huvudstaden Baku. Anykh ligger 1 150 meter över havet och antalet invånare är 2 129.
Terrängen runt Anykh är kuperad åt nordost, men åt sydväst är den bergig. Närmaste större samhälle är Hil, 17,8 kilometer nordost om Anykh. 
Trakten runt Anykh består i huvudsak av gräsmarker. Runt Anykh är det ganska glesbefolkat, med 48 invånare per kvadratkilometer.